# Unión Francesa para el Sufragio Femenino
La Unión Francesa para el Sufragio de las Mujeres (UFSF: en francés: Union française pour le suffrage des femmes ) fue una organización feminista francesa formada en 1909 que luchó por el derecho de las mujeres a votar, derecho que finalmente se otorgó en 1945. La Unión adoptó un enfoque moderado, abogando por la introducción por etapas del sufragio comenzando con las elecciones locales y trabajando con aliados masculinos en la Cámara de Diputados.

## Fundación
La UFSF fue fundada por un grupo de feministas que habían asistido al Congreso nacional de derechos civiles y del sufragio de las mujeres celebrado en París del 26 al 28 de junio de 1908. La mayoría de ellas eran de origen burgués o intelectual. Las líderes fueron Jane Misme (1865-1935), editora de La Française, y Jeanne Schmahl (1846-1915). La UFSF proporcionó una alternativa menos militante y más ampliamente aceptable a la organización Suffrage des femmes de Hubertine Auclert (1848-1914). El único objetivo, publicado en La Française a principios de 1909, era obtener el sufragio femenino a través de enfoques legales. La reunión fundacional de 300 mujeres se celebró en febrero de 1909 en los salones de La Française. Cécile Brunschvicg (1877-1946) fue nombrada secretaria general. Eliska Vincent aceptó el cargo de vicepresidenta honoraria. La UFSF fue reconocida formalmente por el congreso de la Alianza Internacional de Mujeres  (IWFA) en Londres en abril de 1909 como representante del movimiento sufragista francés.

## Antes de la Primera Guerra Mundial
La UFSF se expandió rápidamente cuando Brunschwicg recorrió las provincias dando conferencias sobre feminismo, y las maestras de escuelas feministas organizaron capítulos locales. Sarah Monod, la presidenta del Consejo Nacional de Mujeres Francesas, se sumó a la organización al igual que Jeanne Mélin miembro de la Sección Francesa de la Internacional de los Trabajadores. Louise Bodin, que más tarde destacó en el Partido Comunista Francés, fue una de las fundadoras en marzo de 1913 de un grupo local de la UFSF en Ille-et-Vilaine. En 1914 la organización tenía 12.000 miembros en 75 departamentos franceses. La estrategia de UFSF fue colaborar con representantes parlamentarios que apoyaban el sufragio femenino como Ferdinand Buisson y plantear un proceso gradual de participación iniciado en las elecciones locales.
El sufragio universal masculino se había otorgado en 1848. En febrero de 1914, la extensión de la ley de 1848 a las mujeres se introdujo en la Cámara de Diputados, pero no se aprobó. En abril de 1914, la UFSF participó en el plebiscito organizado por Marguerite de Witt-Schlumberger (1853–1924) con urnas colocadas en quioscos y otros lugares públicos. 505.972 papeletas fueron marcadas con "Quiero votar" y 114 fueron negativas. La UFSF en general estaba en contra de las manifestaciones militantes pero sí participó en la "Manifestación de Condorcet" organizada en París el 5 de julio de 1914 por la periodista Séverine (Caroline Rémy) que convocó a 6000 personas.

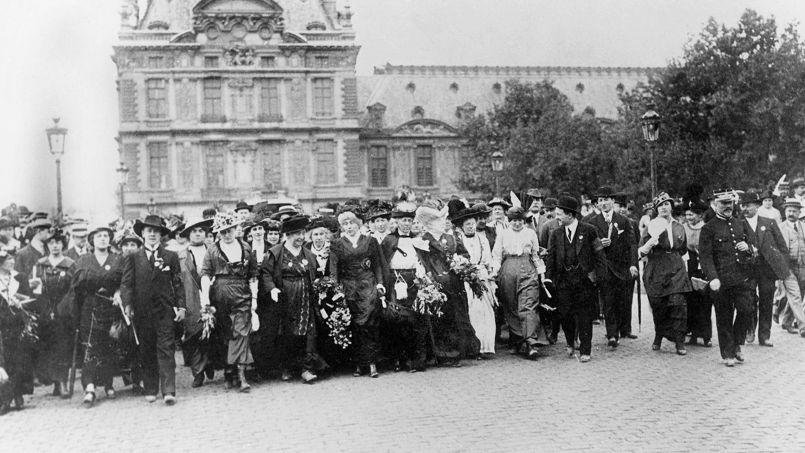
Manifestación por el sufragio femenino en París el 5 de julio de 1914. Diario Le Figaro

## Últimos años
La UFSF suspendió la campaña de sufragio durante la Primera Guerra Mundial (1914–18) y apoyó al gobierno. Después de la guerra se esperaba que el gobierno otorgaría a las mujeres el voto en reconocimiento de sus contribuciones en tiempos de guerra, y de hecho, la Cámara de Diputados aprobó un proyecto de ley de sufragio femenino en 1919 con 329 votos a favor y 95 en contra el 20 de mayo de 1919, sin embargo, el Senado bloqueó el proyecto de ley y continuó bloqueando la ley en sucesivas votaciones. Los diputados votaron nuevamente a favor del sufragio de las mujeres el 7 de abril de 1925 (389 a 140), el 12 de julio de 1927 (396 a 94), el 21 de marzo de 1932 (446 a 60), el 1 de marzo de 1935 (453 a 124) y el 30 de julio de 1936 (495 a 0). Cada vez, el Senado bloqueó la moción.
En respuesta a esta resistencia del Senado, la UFSF colaboró con la feminista radical Louise Weiss (1893–1983) por un corto tiempo, pero en general permaneció moderada y continuó trabajando con aliados entre los diputados. Brunschwicg continuó liderando la UFSF, que amplió su base a partir de 1922 logrando en 1928 100.000 miembros. En 1936, el primer ministro Léon Blum nombró a Cécile Brunschvicg subsecretaria de educación nacional. Blum presentó un proyecto de ley de sufragio en 1936, nuevamente bloqueado por el Senado. Durante la Segunda Guerra Mundial (1939–1945) la UFSF estuvo inactiva. El general Charles de Gaulle otorgó el sufragio femenino en 1944 y Brunschwicg decidió no recuperar la UFSF.